# Renée Pellet
Renée Pellet (* 10. Januar 1905 in Genf; † 23. Dezember 1985) war eine Schweizer Politikerin. Als erste Frau im Kanton Genf, die von ihrem passiven Wahlrecht Gebrauch machte, wurde sie 1960 zur stellvertretenden Bürgermeisterin von Meyrin gewählt. Sie war die erste Frau, die in der Schweiz ein Exekutivamt übernahm.

## Kindheit und Ausbildung
Marthe Renée Châtelain wurde am 10. Januar 1905 in Genf geboren. Laut einem Flugblatt der Frauenbewegung von Meyrin ging sie ab 1916 in Cointrin zur Schule.

## Ehe und berufliche Laufbahn
1932 heiratete sie Alphonse Pellet und liess sich in Meyrin nieder. In ihren Dreissigern wurde sie zur Witwe. Renée Pellet arbeitete bis 1958 in Genf in der Uhrenindustrie, bevor sie sich in der Politik engagierte.

## Politischer Werdegang

### Kandidatur
Am 6. März 1960 gewährte der Kanton Genf seinen Bürgerinnen das aktive und passive Wahlrecht. Im Oktober desselben Jahres fand in der Gemeinde Meyrin eine Nachwahl statt, nachdem einer der beiden Stellvertreter des Bürgermeisters zurückgetreten war. Es gab drei Kandidaten: zwei Männer, die von politischen Parteien vorgeschlagen wurden: André de Garrini von der Liberalen Partei und Virginio Malnati von der Unabhängigen Christlich-Sozialen Partei; während die Frauenbewegung von Meyrin, die aus der Gemeindegruppe der Landfrauen hervorgegangen war, eine Frau, Renée Pellet, vorschlug.
Schätzungsweise 1624 Wähler (833 Männer) und Wählerinnen (791 Frauen) waren in den beiden Wahlbezirken der Gemeinde Meyrin registriert. Die Wahlbeteiligung der Frauen war praktisch gleich hoch wie jene der Männer: Von den 925 ausgestellten Wahlzetteln wurden 430 von Frauen und 481 von Männern abgegeben. Renée Pellet wurde auf Kosten ihrer beiden Konkurrenten gewählt, die sie um 39 bzw. 84 Stimmen übertraf. Sie war damit die erste Frau, die in der Schweiz in eine Exekutive aufstieg.
Ihre Wahl sorgte für eine Überraschung. Die starke Mobilisierung der weiblichen Wählerschaft kam Renée Pellet zugute, deren Wahlkampf sich auf ein Flugblatt und Plakate beschränkt hatte, während sie sich gegen erfahrene Konkurrenten durchsetzte, die bereits als Gemeinderäte tätig waren. Eine der Zeitungen, die über das Ereignis berichteten, wies jedoch auf die kommunale Tragweite dieser Wahl hin, die «nicht unbedingt auf einen allgemeinen und schnellen Aufstieg der Frauen in politische Ämter hindeuten darf und zu einer allzu voreiligen Verallgemeinerung führen darf. Denn, und das wissen die feministischen Bewegungen sehr gut, es muss noch eine ganze staatsbürgerliche Erziehung der Bürgerin erfolgen, bevor sie mit den Bürgern alle Ämter der politischen Gemeinschaft teilen kann».

### Stellvertreterin des Bürgermeisters
Ab ihrer Wahl am 3. Oktober 1960 bis Mai 1963 sass Renée Pellet neben dem Bürgermeister Édouard Stettler und dem zweiten Stellvertreter, M. Peney. Sie machte sich an die Überarbeitung des Statuts der Gemeindebeamten; war für den Sozialdienst und das Strassenwesen zuständig; kümmerte sich um den Polizeidienst sowie um die Beiträge für die obligatorische Schulversicherung. Sie wurde häufig zu politischen Veranstaltungen eingeladen, um neben anderen Pionierinnen in politischen Ämtern über ihre Erfahrungen als stellvertretende Bürgermeisterin zu berichten. Von August 1962 bis Anfang September 1962 vertrat sie den Bürgermeister, der aus gesundheitlichen Gründen aus dem Amt geschieden war.

### Nichtwiederwahl in die Exekutive, Eintritt in die Legislative, Vorsitz im Gemeinderat
Meyrin erlebte in den 1960er Jahren einen Aufschwung. Mit dem Bau der neuen Siedlung vervielfachte sich die Bevölkerung von 3'000 Einwohnern in den 1950er Jahren auf 15'000 in den 1960er Jahren. Infolgedessen wechselte die Exekutive von einer Konfiguration aus Bürgermeister und zwei Stellvertretern zu einem dreiköpfigen Verwaltungsrat. Diese Änderung galt ab den Wahlen im Mai 1963. Bei diesen gehörte Renée Pellet der parteiunabhängigen Liste des Groupement des Intérêts communaux an. Sie wurde nicht zur Verwaltungsrätin gewählt, während ihre beiden Konkurrenten aus der Nachwahl von 1960, Virginio Malnati und André de Garrini, gewählt wurden.
Während die Sozialistische Partei ihren unermüdlichen Einsatz lobte und betonte, dass sie im Rathaus von Meyrin eine immense soziale Arbeit geleistet habe, und wünschte, dass sie diese als Verwaltungsrätin fortsetzen könne, setzte die ehemalige Stellvertreterin ihr Engagement für soziale und bäuerliche Anliegen im Rat fort. Bei der Einsetzungssitzung des Gemeinderats im Juni 1971, die sie leitete, trug sie eine Genfer Bauerntracht.
Zusammen mit zwei weiteren Frauen, Monique Rouget und Hélène Simoness-Rochat, die im Mai 1963 in den Gemeinderat eintraten, wurde sie die erste Frau an der Spitze des Gemeinderats, den sie 1968–1969 präsidierte. Sie sass bis 1975 im Stadtrat.

## Lebensende und Tod
Renée Pellet war praktisch blind, als sie ihr Zuhause in Meyrin verliess und in das Haus in Loëx (das heutige Krankenhaus Loëx) zog, wo sie am 10. Januar 1985 in Anwesenheit der Behörden von Meyrin ihren 80. Geburtstag feierte. Sie starb am 23. Dezember, wenige Tage vor ihrem 81. Geburtstag. Die Trauerfeier fand am 27. Dezember im Centre Œcuménique de Meyrin statt, es folgte Einäscherung.

## Ehrung

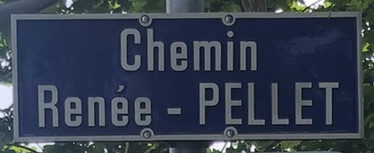
Chemin Renée-Pellet (Strassenschild)

Im Jahr 2020 ehrte die Gemeinde Meyrin sie, indem sie einen Weg nach ihr benannte. Dieser Weg für sanfte Mobilität verbindet den Chemin du Vieux-Bureau mit der Rue Emma-Kammacher, der nach einer weiteren berühmten Frau der Gemeinde benannt ist.